# Tīrān (kommunhuvudort i Iran)
Tīrān (persiska: تیران) är en kommunhuvudort i Iran.   Den ligger i provinsen Esfahan, i den centrala delen av landet, 300 km söder om huvudstaden Teheran. Tīrān ligger 1 837 meter över havet och antalet invånare är 15 673.
Terrängen runt Tīrān är kuperad norrut, men söderut är den platt. Runt Tīrān är det ganska tätbefolkat, med 90 invånare per kvadratkilometer. Det finns inga andra samhällen i närheten. Trakten runt Tīrān består i huvudsak av gräsmarker.